# Otto Diringer
Otto Diringer (* 24. Januar 1914 in Mannheim; † 7. Juni 1992 ebenda) war ein deutscher Fußballspieler, der als Torhüter beim VfL Neckarau von 1933 bis 1948 in der Gauliga Baden und in der Fußball-Oberliga Süd aktiv gewesen ist. In der Kriegsrunde 1940/41 gewann der achtmalige Auswahlspieler von Baden mit Neckarau die Meisterschaft in der badischen Bereichsklasse und nahm an der Endrunde um die deutsche Fußballmeisterschaft teil. Insgesamt wird der Torhüter mit 121 Rundenspielen für Neckarau in der Gauliga geführt. Nach Ende des Zweiten Weltkriegs stand der Routinier von 1946 bis 1948 auch noch in 37 Verbandsspielen in der Fußball-Oberliga Süd  für die Blau-Weißen von der Altriper Fähre im Tor, ehe er mit 34 Jahren im Sommer 1948 seine Laufbahn beendete.

## Sportliche Laufbahn

### Jugend und Seniorenfußball im Bezirk Rhein-Saar/Gruppe Rhein, bis 1932/33
Erstmals notiert ist der Torhüter Otto Diringer in der Dokumentation über den Mannheimer Fußball der Jahre 1920 bis 1945 in einem Jugendvergleichskampf der Städteteams Mannheim gegen Ludwigshafen am 29. September 1929. Beim 3:0-Erfolg von Mannheim stand das 15-jährige Nachwuchstalent vom VfL Neckarau im Tor der siegreichen Stadtauswahl aus der Quadratestadt. Der erste Einsatz des 1,83 m großen Torhüters in der 1. Mannschaft des VfL in der Bezirksliga Rhein-Saar datiert vom 9. August 1931 beim 1:0-Sieg gegen die SpVgg Sandhofen. Neckarau belegte am Rundenende mit zwei Punkten Rückstand zu Meister SV Waldhof den zweiten Platz. In den Gruppenspielen um die süddeutsche Meisterschaft kam Neckarau auf den vierten Rang. Die Leistungen des Nachwuchstorhüters des VfL in seiner ersten Saison im Seniorenfußball führten ihn direkt in die Stadtauswahl von Mannheim: Der 18-Jährige hütete am 10. Januar 1932 im Spiel gegen Budapest (2:3), am 15. Mai gegen den FC Birmingham (2:1, beide Tore durch Otto Siffling) und am 19. Juni 1932 bei der historisch hohen 3:11-Niederlage gegen Ludwigshafen das Tor der Stadtauswahl von Mannheim. In der letzten Spielzeit des Rheinbezirks, 1932/33, erreichten Diringer und seine Mannschaftskameraden des VfL Neckarau hinter Meister SV Waldhof und Phönix Ludwigshafen den dritten Rang und gehörten somit zur Saison 1933/34 der neu installierten Gauliga Baden (Gau 14) zusammen mit dem VfR und Waldhof Mannheim an.

### Gauliga Baden, 1933–1943
Den Gauligastart am 10. September 1933 verlor Neckarau mit 1:2 beim Karlsruher FV, das Rückrundenspiel gegen den KFV brachte mit 6:1 den höchsten Rundenerfolg für den VfL, wo neben Torhüter Diringer in der Verteidigung Siegel, Meister und Größle und im Angriff Spieler wie Zeilfelder, Wenzelburger und Hessenauer zum Einsatz gekommen waren. Am letzten Rundenspieltag, den 8. April 1934, gelang den Blau-Weißen mit einem 5:1-Sieg über FC Germania Brötzingen der Klassenerhalt. Im Laufe der Verbandsrunde wurde Diringer am 3. Januar 1934 in einem Testspiel einer Nachwuchself des DFB in der Stadtauswahl Mannheim (2:1) eingesetzt. In der zweiten Saison in der Gauliga Baden, 1934/35, verbesserten sich Diringer und Kollegen auf den 3. Rang. Die Leistungen des Torhüters von Neckarau führten ihn am 5. Mai 1935 in das Tor der Gauauswahl Baden, welche in Karlsruhe ein Spiel gegen Schweiz B mit 3:1 gewann. Obwohl er mit seinem VfL 1935/36 mit zehn Punkten Rückstand zu Meister SV Waldhof auf dem 5. Rang einkam und dabei mit 42:45 Treffern ein negatives Torverhältnis vorzuweisen hatte, wurde Diringer in der Hinrunde in drei Auswahlspielen eingesetzt: Am 18. Oktober 1935 im Reichsbundpokal von Baden gegen Nordhessen (3:2), am 10. November in Kreuzlingen mit dem Gau Baden gegen Schweiz B (1:3) und am 20. November 1935 in einem Spiel von Nordbaden gegen die Oberpfalz (3:1). Im Juli 1938 nahm er mit der Gau-Auswahl von Baden am deutschen Turn- und Sportfest in Breslau teil. Der Torhüter des VfL Neckarau kam in den Spielen gegen den Niederrhein (4:3), Südwest (3:4) und Mittelrhein (2:5) zum Einsatz. In der letzten Saison vor Ausbruch des Zweiten Weltkrieges, 1938/39, verlor Diringer mit Neckarau am 18. Mai 1939 das Entscheidungsspiel um den Verbleib in der Gauliga Baden gegen die SpVgg Sandhofen mit 0:2.
Durch den Ausbruch des Zweiten Weltkrieges konnten die Meisterschaftsspiele 1939/40 erst ab Ende November 1939 wieder durchgeführt werden Die Gauliga Nordbaden wurde begrenzt auf eine Sechsergruppe, wozu auch Neckarau gehörte und den vierten Rang belegte. In der zweiten Kriegsrunde, 1940/41, feierte der VfL Neckarau mit Torhüter Diringer und Mitspielern wie Karl Gönner, Georg Lutz, Hermann Klostermann, Theo Wahl, Richard Wahl, Gottfried Sälzler, Hermann Veitengruber, Richard Mannale, Willi Preschle, Kurt Gärtner, Oskar Benner, Gottfried Wenzelburger und Oskar Wilhelm den Meisterschaftserfolg vor dem VfB Mühlburg, SV Waldhof und den punktgleichen Teams VfR Mannheim und dem Freiburger FC. In 16 Spielen holte der Meister 27:5 Punkte bei einem Torverhältnis von 46:17 Treffern. Nur zwei Siege gestattete Neckarau den Gegnern in der gesamten Runde: Am dritten Hinrundenspieltag, den 20. Oktober 1940, verlor der VfL mit 0:1 beim härtesten Konkurrenten um den Titel, dem Karlsruher Stadtteilclub VfB Mühlburg, und völlig überraschend am 1. Dezember 1940 beim Altmeister Karlsruher FV mit 1:2. Der KFV belegte am Rundenende mit 4:28 Punkten abgeschlagen den letzten Platz. Nach der Niederlage in Karlsruhe startete Neckarau aber eine imposante Serie mit neun Siegen, darunter auch die Erfolge gegen Waldhof (1:0, 4:2), VfR Mannheim (1:0) und vor allem das meisterschaftsentscheidende Rückspiel am 2. März 1941 gegen Mühlburg mit 4:1.
In den folgenden Gruppenspielen um die deutsche Fußballmeisterschaft konnte Diringer im April 1941 nur die zwei Begegnungen gegen Rapid Wien (0:7) und München 1860 (2:6) bestreiten, in den übrigen Spielen wurde er durch seinen Ersatz Kurt Gaska im Tor vertreten. Der badische Bereichsmeister landete punktgleich mit Stuttgarter Kickers, beide Mannschaften hatten nach sechs Spielen 4:8 Punkte vorzuweisen, auf dem vierten Platz in der Gruppenphase. Durch kriegsbedingte Abwesenheit konnte Diringer von 1943 bis 1945 nicht mehr für Neckarau aktiv sein.

### Oberliga Süd, 1946 bis 1948
Da Neckarau nicht in der Oberliga Süd zur Saison 1945/46 startberechtigt war, mussten die Blau-Weißen nach Ende des Zweiten Weltkriegs in der Landesliga Nordbaden antreten. Mit 30:4 Punkten gelang mit sieben Punkten Vorsprung vor Vizemeister VfB Knielingen aus Karlsruhe der Meisterschaftsgewinn und der Aufstieg in die Oberliga. In die 20er-Liga 1946/47 startete Neckarau am 29. September 1946 mit einem 3:0-Auswärtserfolg gegen den FC Phönix Karlsruhe. Die erste Heimniederlage kassierte der VfL am 12. Januar 1947 mit einem 1:2 im Lokalderby gegen den VfR Mannheim. Der neue Stürmerstar Fritz Balogh hatte zwar in der 29. Minute die frühe 1:0-Führung des VfR durch Karl Striebinger egalisiert, aber Mittelstürmer Otto Bardorf hatte noch in der ersten Halbzeit gegen VfL-Torhüter Diringer den Siegtreffer für den VfR erzielt. Erst mit dem 3:2-Auswärtserfolg am 13. Juli 1947 bei München 1860 konnte sich Neckarau als 16. am Rundenende den Klassenerhalt sichern.
Im zweiten Oberligajahr, 1947/48, stand der Routinier zwar in der Rückrunde nochmals durchgehend im Tor des VfL, aber insbesondere die zwei Niederlagen am 6. Juni 1948 gegen das deutlich abgeschlagene Schlusslicht Sportfreunde Stuttgart (1:3) und die SpVgg Fürth am 27. Juni mit 1:2, führten im Sommer 1948 zum Abstieg in das Amateurlager. Danach beendete der Torhüter seine aktive Laufbahn. Diringer wird in der Oberliga Süd von 1946 bis 1948 mit 37 Pflichtspieleinsätzen notiert.
Bei Philipp Rohr, Spieler vom VfR Mannheim und späterer Trainer auch beim VfL Neckarau, ist in seinen Ausführungen zum Mannheimer Fußball über Neckarau und Diringer folgendes nachzulesen: „Die Neggaraaler hawwe immer en guuder Fußball gschbield. Die Manemer Buwe kenne heid noch die Nome Zeilfelders ‚Jaggl‘, Diringers ‚Ottl‘, den Long im Gool, un späder in meiner Dränerzeid soin hochdalenddierder Sohn Peter. Mit dem ‚Ottl‘ zusammen hatte ich mehrere Repräsentativspiele für den Gau Baden bestritten, unter anderem 1938 in Breslau beim Deutschen Turn- und Sportfest, wo auch Helmut Schneider vom SVW dabei war.“

## Privat
Otto Diringer war der Vater des Regional- und Zweitligafußballers Peter Diringer.